# Dejan Vukićević
Dejan Vukićević (Titogrado, Yugoslavia; 27 de abril de 1968), exfutbolista y entrenador montenegrino. Jugaba de centrocampista y su primer equipo fue el Fudbalski Klub Budućnost de Yugoslavia (actual Montenegro). Entrena profesionalmente desde 2004. Su actual equipo es el KF Feronikeli de la Superliga de Kosovo.

## Trayectoria

### Como jugador
Natural de la actual ciudad de Podgorica antes conocida como Titogrado jugó durante un total de seis temporadas en clubes de la antigua Yugoslavia hasta que en el 1993 fichó por el Pezoporikos chipriota en el que estuvo una temporada para volver a su país natal en 1994 al fichar por el Partizan de Belgrado. Debido a las buenas campañas que realizó con el equipo de Belgrado llamó la atención del Sevilla FC y que en el mercado invernal de la campaña 97/98 consiguió su fichaje. Durante dos temporadas tan solo jugaría 14 partidos por lo que el equipo hispalense decide dejarlo irse al Recreativo de Huelva, que en esos momentos militaba en la Segunda División,   donde colgaría las botas en el 2000 tras el descenso del club onubense a la Segunda División B.

### Como entrenador
Debutó como entrenador en 2004, tras cuatro años alejado de los campos de fútbol y lo haría sentado en el banquillo de uno de los grandes equipos montenegrinos que por aquel entonces formaban parte de la Superliga de Serbia y Montenegro, el FK Zeta en el que se mantendría durante dos temporadas para fichar por el Fudbalski Klub Mogren en 2007. En este nuevo equipo logra ganar la Copa de Montenegro en su primera temporada y la Primera División de Montenegro en la temporada 2008/09. Estos éxitos que son los mayores de la historia reciente de dicho equipo lo que hace que en 2010 el FK Zeta se vuelva a interesar por sus servicios para intentar recuperar parte de la hegemonía de la que disfrutaba antaño en el fútbol montenegrino. Tras una temporada en el equipo fichará por el Fudbalski Klub Vojvodina, donde se mantendrá otra campaña, hasta 2012, cuando el 13 de abril renunciaría a su cargo tras caer en las semifinales de la Copa de Serbia frente al FK Borac Čačak.

## Clubes

### Como jugador
| Club                 | País       | Temporada | Partidos (Goles) |
| -------------------- | ---------- | --------- | ---------------- |
| FK Budućnost         | Yugoslavia | 1987-1992 |                  |
| FK Mogren            | Yugoslavia | 1992-1993 |                  |
| Pezoporikos Larnaca  | Chipre     | 1993-1994 | 24 (?)           |
| Partizan de Belgrado | Serbia     | 1994-1997 | 60 (14)          |
| Sevilla FC           | España     | 1997-1999 | 14 (0)           |
| Recreativo de Huelva | España     | 1999-2000 | 9 (0)            |

### Como entrenador
| Club                 | País       | Temporada |
| -------------------- | ---------- | --------- |
| FK Zeta              | Montenegro | 2004-2006 |
| FK Mogren            | Montenegro | 2007-2010 |
| FK Zeta              | Montenegro | 2011      |
| FK Vojvodina         | Serbia     | 2011-2012 |
| FK Borac Čačak       | Serbia     | 2012-2014 |
| Dacia Chisinau       | Moldavia   | 2014-2015 |
| FK Zeta              | Montenegro | 2015-2017 |
| FK Mladost Podgorica | Montenegro | 2017-2018 |
| FK Ventspils         | Letonia    | 2018-2019 |
| KF Feronikeli        | Kosovo     | 2019-     |